# ヒメイエバエ科
ヒメイエバエ科（Fanniidae）は、双翅目（ハエ目）に属する科の一つ。世界に4属約294種が知られ、日本からは約50種が記録されている。
畜舎や便所等に発生する衛生害虫を多数含む。特にヒメイエバエ Fannia canicularis などは、世界的に分布するシナントロープ（人工的な環境を利用する生物）として知られる。

## 形態

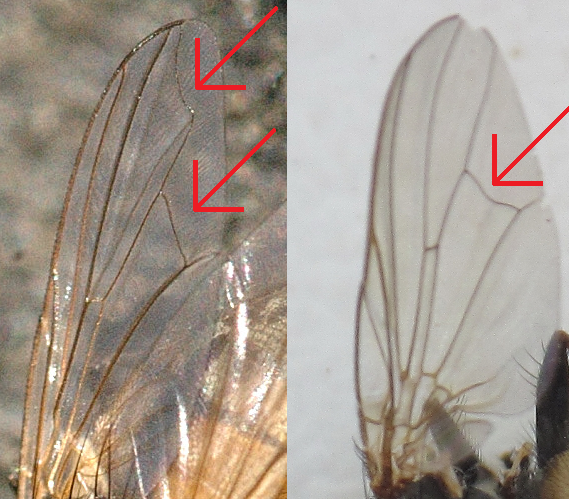
イエバエ（左）とヒメイエバエの翅脈の比較。

イエバエ科やハナバエ科などの種と形態的には類似する点が多い。ただし系統的にはそれほど近くない分類群であることが示唆されている。翅脈の違い（ヒメイエバエ科ではA1脈が前方に屈曲する）などで近縁の科とは区別できる。

## 生態
大きく分けて、人間の住環境を利用する人類親和性の高い種と、冷温帯の森林など湿潤で気温の低い環境を好む種とがいる。そのため熱帯などには少なく、例外的にアフリカやオーストラリアなどに生息する少数の種は、高温や乾燥に耐性を持つよう特殊な形態を示す。
人類親和性の高い種は、家畜の糞や生ごみ、漬物の桶などから発生するほか、ヒトの糞も発生源となるため、汲み取り便所などからも発生する。一方、森林性の種類の多くは腐食性で、落ち葉や朽木、キノコ、動物の死骸や糞などを利用している。日本においては、森林性の種構成は植物の垂直分布と関連性があるとされ、亜高山帯、山地帯、丘陵帯のそれぞれで見られる種が異なる。
なおワラベヒメイエバエのように、熱帯原産の種が外来種として世界各地に広まっている例も知られている。なおワラベヒメイエバエは、日本でも1990年代ごろから定着が確認されている。

## 分類
ヒメイエバエ科は、世界に4属約294種が知られる比較的小さいグループで、日本からはヒメイエバエ属とウスハラバエ属の2属、約50種が知られる。冷帯、温帯に種数が多く、エチオピア区（約11種）、オーストラリア区（約14種）、東洋区（約29種）などでは少ない。ただし新熱帯区では75種が記録されている。

## 人間との関係
ヒメイエバエ、コブアシヒメイエバエ、クロヒメイエバエなど、人家や畜舎周辺から発生する種が複数知られ、衛生害虫として扱われる。
一方先述のように、ヒメイエバエ科の種構成と植生には関連が見られ、ヒメイエバエ科の種構成を調べることでその地域の環境の型をある程度推測できるため、環境指標に用いられることもある。